# Michael Gambon
Sir Michael John Gambon CBE (19 tháng 10 năm 1940 – 27 tháng 9 năm 2023) là một diễn viên người Anh gốc Ailen, người đã làm việc trong nhà hát, truyền hình và phim ảnh. Ông được đào tạo dưới thời Laurence Olivier và bắt đầu công việc trên sân khấu Nhà hát Quốc gia. Anh đã nhận được một đề cử giải Tony cho Nam diễn viên xuất sắc nhất trong một vở kịch cho tác phẩm của anh trong vở Skylight của David Hare trên sân khấu Broadway. Gambon đã nghỉ diễn xuất vào năm 2015 do mất trí nhớ.
Gambon nổi tiếng nhất với vai giáo sư Albus Dumbledore trong loạt phim Harry Potter, bắt đầu từ bộ phim thứ ba sau cái chết của nam diễn viên gốc Richard Harris. Các bộ phim khác của ông bao gồm The Cook, The Thief, His Wife &amp; Her Lover (1989), The Wings of the Dove (1997), Gosford Park (2001), Amazing Grace (2006), The King Speech (2010), và Quartet (2012). Gambon đã xuất hiện trong nhiều dự án truyền hình khác nhau, The Singing Detective (1986), Wives and Daughters (1999), Path to War (2002), Cranford (2007), Emma (2009), The Casual Vacancy (2015), Churchill's Secret (2015) 2016), The Hollow Crown (2016) và Little Women (2017).